# Philautus pallidipes
Philautus pallidipes és una espècie de granota que es troba a Indonèsia.
Està amenaçada d'extinció per la pèrdua del seu hàbitat natural.